# 7 (альбом Скриптонита)
«7» — седьмой студийный альбом казахстанского музыканта Скриптонита, вышедший 28 апреля 2023 года. В треклисте 16 треков, на фитах — 104 (дважды), ALBLAK 52 и Samrattama (бывш. sobakasoma).

## История
Во втором аккаунте Скриптонита 23 октября 2022 года прошёл опрос среди подписчиков о том, какой альбом они хотят услышать от автора в первую очередь. Фанаты выбрали рэп, но Скриптонит пояснил, что предпочтёт выпустить поп-альбом, потому что считает, что рэп-треки без припевов не так интересны для слушателей. После этого Скриптонит начал выкладывать сниппеты новых песен в разных стилях, включая и хип-хоп, и инструментальную музыку.
29 декабря 2022 года Скриптонит призвал своих фанатов принимать новую музыку адекватно, так как она будет очень разнообразной, и не всем её звучание может понравиться. На протяжении начала 2023 года артист продолжал выкладывать сниппеты новых песен и рассказывать о процессе создания своего нового альбома. 31 марта 2023 года после выпуска совместного релиза с Beni Milordo под названием Achilles Скриптонит опубликовал историю, в которой поделился планами на апрель, а именно планом выпуска нового альбома под названием «7».
Альбом анонсировали расклейкой в Москве уличных постеров с датой выхода. На следующий день на их месте появились плакаты с кодом, который содержал ссылку на прослушивание альбома. Также на территории Хлебзавода в Москве установили большую металлическую семёрку с тем же кодом. 

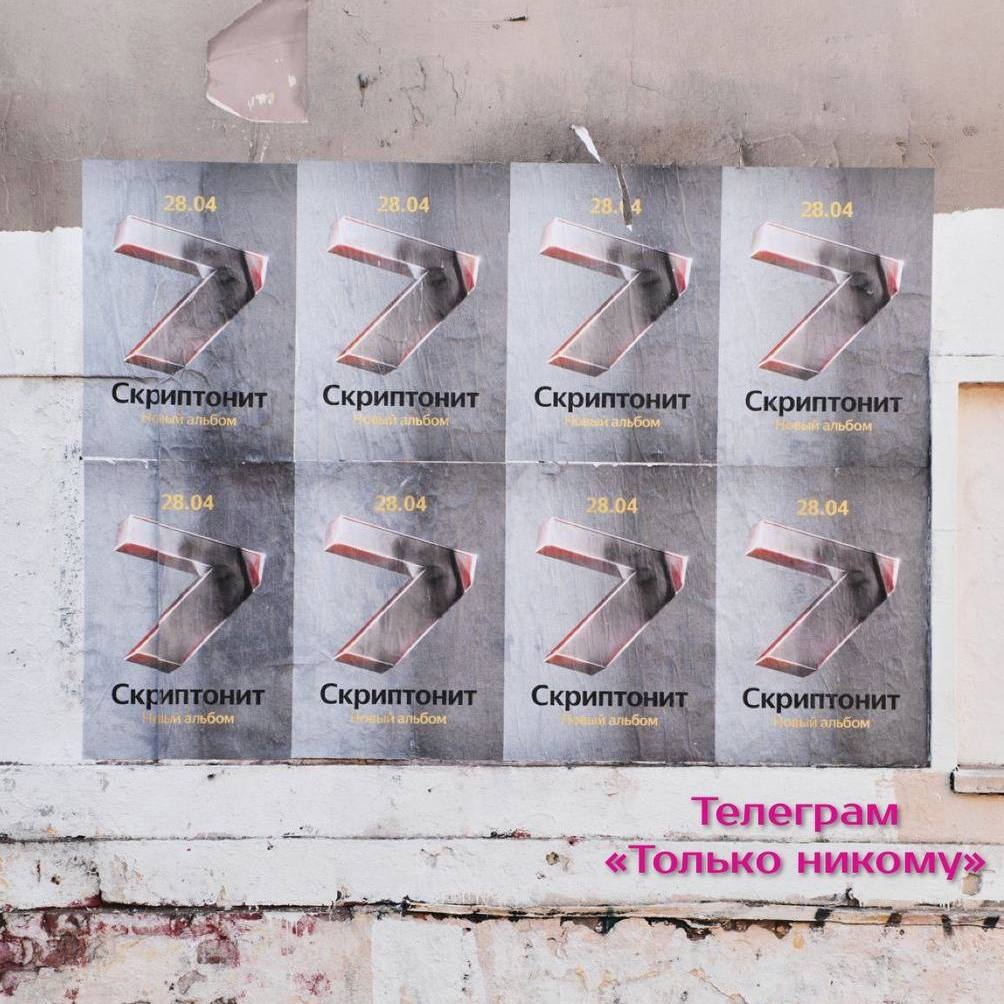

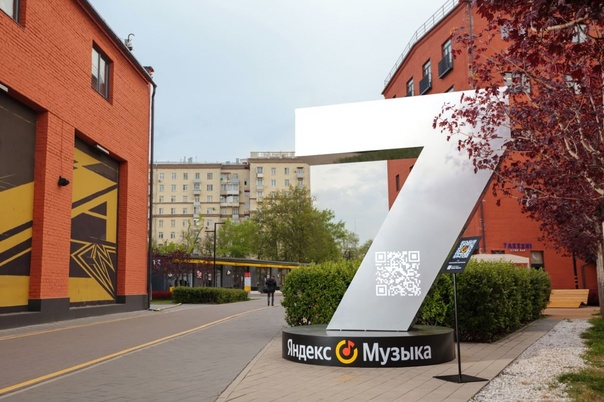

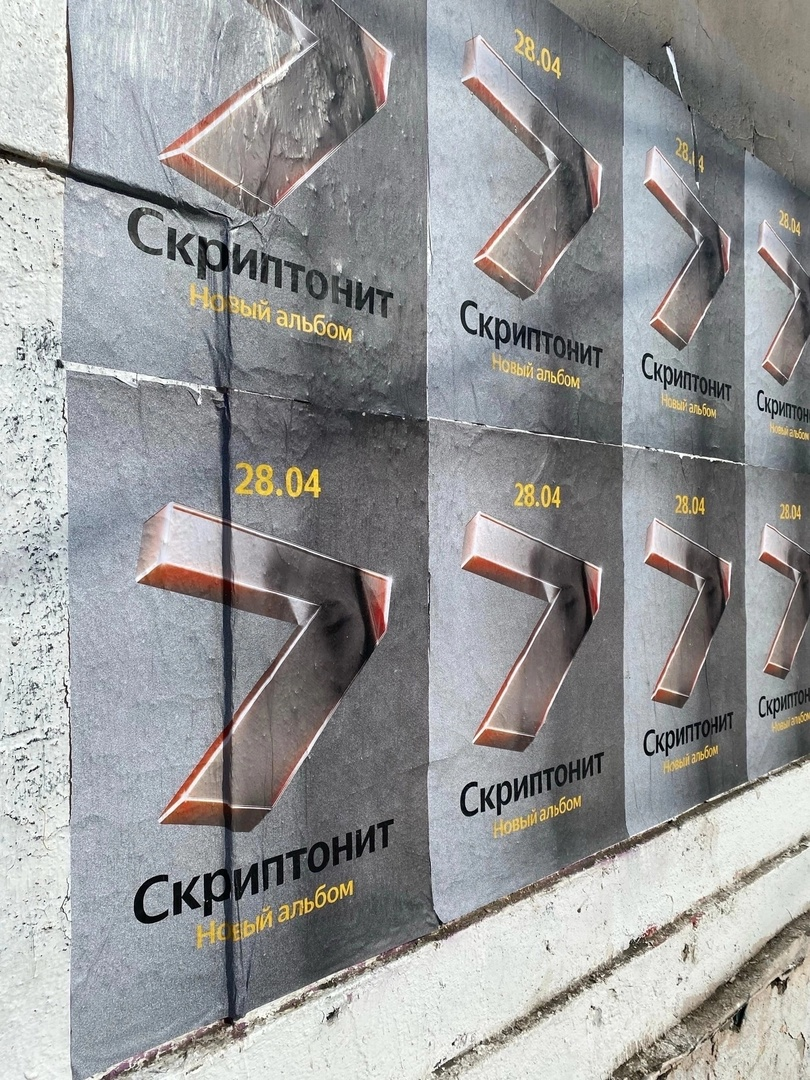

## Содержание и оценки
По оценке продюсера Д. Рубина, альбом содержит качественный альтернативный хип-хоп без следов «попсы». Тексты Скриптонита, наконец, можно там расслышать. Лирический герой зол, агрессивен, ни с кем не церемонится, но в глубине души — раним и тонок. Повествуется о жизненном опыте, приобретённом в сложных ситуациях; уличные истории переплетаются с бравадой, успехом и материальным благополучием. Альбом, имеющий все признаки трэпа, сочетает меланхоличные и драйвовые моменты, основным элементом музыки является тяжёлый бас.

## Список композиций
| №                   | Название                          | Автор(ы)            | Длительность |
| ------------------- | --------------------------------- | ------------------- | ------------ |
| 1.                  | «CNN»                             | Скриптонит          | 1:41         |
| 2.                  | «Легально» (при участии 104)      | Скриптонит          | 3:02         |
| 3.                  | «Мойки»                           | Скриптонит          | 2:55         |
| 4.                  | «Сказать» (при участии ALBLAK 52) | Скриптонит          | 2:31         |
| 5.                  | «Органика»                        | Скриптонит          | 2:04         |
| 6.                  | «Ради твоих перемен»              | SAMRATTAMA          | 2:26         |
| 7.                  | «Рабские лекции (Умножить)»       | Скриптонит          | 5:46         |
| 8.                  | «Я не хочу» (при участии 104)     | Скриптонит          | 3:25         |
| 9.                  | «Perignon»                        | Скриптонит          | 2:24         |
| 10.                 | «Фианиты»                         | Скриптонит          | 2:12         |
| 11.                 | «Огни»                            | Скриптонит          | 2:57         |
| 12.                 | «Любить друг друга»               | Скриптонит          | 5:14         |
| 13.                 | «Стелить»                         | Скриптонит          | 2:08         |
| 14.                 | «Свистки»                         | Скриптонит          | 2:47         |
| 15.                 | «Радуйся»                         | Скриптонит          | 2:03         |
| 16.                 | «Трезвым»                         | Скриптонит          | 3:48         |
| Общая длительность: | Общая длительность:               | Общая длительность: | 47:23        |